# Adrian Timmis
Adrian Timmis (Sheffield, 20 juni 1964) is een voormalig Brits wielrenner. Timmis was een bescheiden renner met een bescheiden erelijst. Slechts één overwinning prijkt op zijn palmares. Hij was prof van 1986 tot en met 1994.

## Overwinningen
1985
- 12e etappe Milk Race

## Resultaten in voornaamste wedstrijden
| Jaar | Ronde van Italië | Ronde van Frankrijk | Ronde van Spanje |
| ---- | ---------------- | ------------------- | ---------------- |
| 1986 |                  |                     |                  |
| 1987 |                  | 70e                 |                  |
| 1988 |                  |                     |                  |

| Jaar | Gent-Wevelgem | Amstel Gold Race | Waalse Pijl |
| ---- | ------------- | ---------------- | ----------- |
| 1986 | 40e           | 38e              |             |
| 1987 |               |                  | 49e         |
| 1988 |               | 57e              | 71e         |